# Río Swakop
El río Swakop es un importante río de la parte occidental de Namibia, alcanzando el mar en el extremo sur de la ciudad de Swakopmund (en alemán, boca del Swakop). Por tratarse de un río que está en una de las regiones más secas de la Tierra, es muy estacional y puede secarse por largos períodos. Los niveles de agua subterránea en el área también han caído en aproximadamente 0,3 m debido a dos grandes represas construidas sobre el río Swakop.
No obstante el flujo irregular del río, existen algunos emprendimientos de agricultura en el valle del río Swakop, siendo la región conocida por sus productos frescos, sobre todo tomates, espárragos y aceitunas. Hay alguna alarma por la presencia de sal y uranio (posiblemente natural, posiblemente debido a mina de uranio Rössing Mine) haciendo peligrar esta industria agrícola.
El área alrededor de la boca del río y las dunas circundantes también es conocida por la rica vida de aves y algunas especies de planta extrañas (como Welwitschia mirabilis) que usan la regular niebla del mar para sustentarse en ausencia de otra humedad.